# Hyposidra schistacea
Hyposidra schistacea là một loài bướm đêm trong họ Geometridae.